# Укрзолото
«Укрзолото» — український ювелірний бренд, заснований у 1998 році. Нині[коли?] налічує понад 170 магазинів в Україні, чотири маркетплейси, інтернет-магазин та мобільний додаток. «Укрзолото» має власне виробництво, а також співпрацює з іншими українськими та іноземними брендами.

## Діяльність

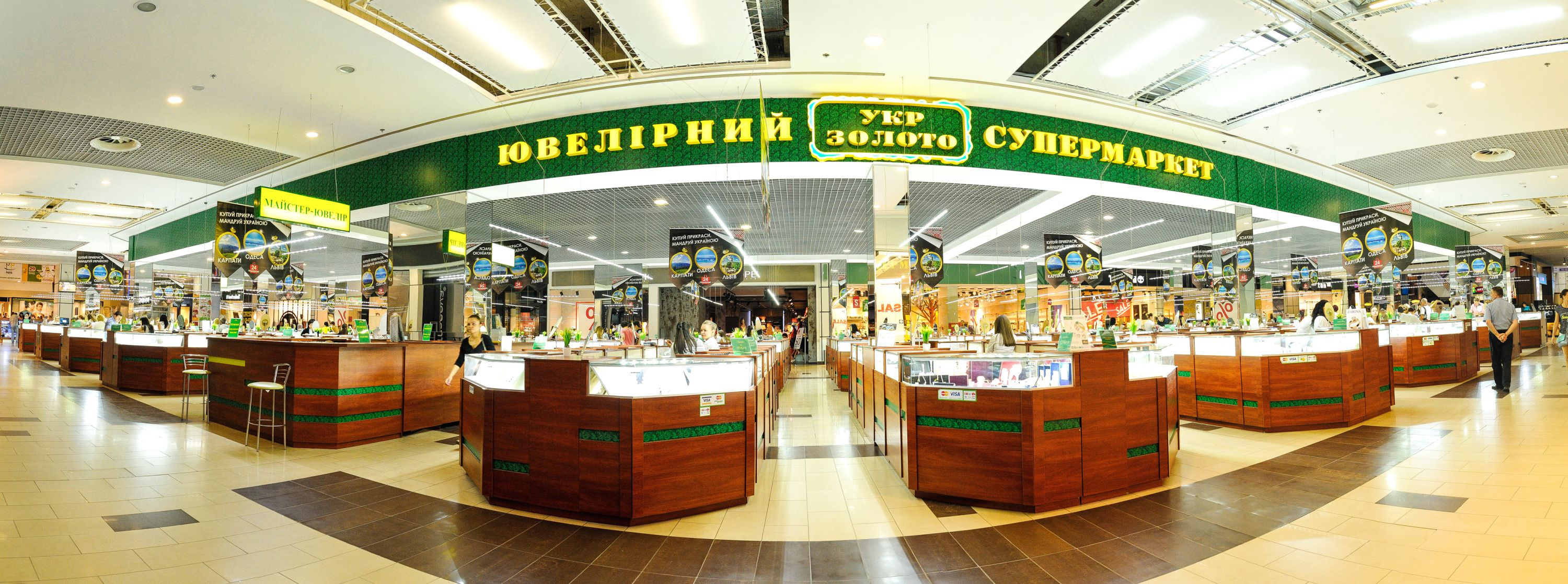
Мультибрендовий ювелірний супермаркет «Укрзолото», Харків, ТЦ «Дафі»

Супермаркети «Укрзолото» — це ювелірні магазини, де представлені золоті та срібні вироби зі вставками з напівкоштовних і дорогоцінних каменів. У мережі ювелірних супермаркетів «Укрзолото» продаються ювелірні вироби українських та закордонних виробників. У магазинах «Укрзолото» надаються послуги ювеліра та гравірування. Компанія брала участь в телепроєктах «Танцюють всі», «Золота шарманка», «Світські хроніки», «Весільні битви», надавала благодійну підтримку дитячим будинкам.

## Вплив компанії на український ювелірний ринок
Національна мережа ювелірних супермаркетів «Укрзолото» значно вплинула на розвиток українського ювелірного бізнесу. Завдяки конкуренції в період з 2005 року по теперішній час з'являються нові ювелірні виробництва, а існуючі активно модернізуються. Цей етап можна назвати розквітом українського ювелірного бізнесу. Багато відомих ювелірних брендів починали свою діяльність саме в мережі «Укрзолото». Серед них «Столична Ювелірна Фабрика», «Золотий Вік», SOVA, AURUM jewerly та інші.

## Історія
1 квітня 1998 року засновник компанії «Укрзолото» Олексій Рогожинський відкрив на київському Хрещатику ювелірний магазин «Золото». На хвилі підйому ювелірного ринку через п'ять років було відкрито 12 ювелірних відділів у Києві. Поштовхом до відкриття компанії «Укрзолото» стало дослідження ювелірного ринку у 2003 році. Як виявилося, чоловіки, перш ніж купити прикрасу, відвідують від трьох до шести різних магазинів, а жінки — до 20 магазинів.
Для подолання незручностей Олексій Рогожинський запропонував новий формат роздрібної торгівлі — ювелірний супермаркет. Концепція передбачала об'єднання багатьох виробників і брендів в одному торговому просторі.
У 2003 році в київських ТЦ «Городок» і ТЦ «Піраміда» з'явилися ювелірні супермаркети за принципом моделі мультибрендових магазинів, де було розміщено відділи різних виробників прикрас, а також приватних підприємців.
У 2004 році відкрився перший магазин національної мережі ювелірних супермаркетів «Укрзолото» в Києві.
У 2013 році бренд реалізує нову концепцію, відкривши у Донецьку ювелірний гіпермаркет площею 1000 м². Тут були присутні провідні виробники прикрас, зони відпочинку та повноцінний ювелірний цех.

## «Укрзолото» в різних регіонах України

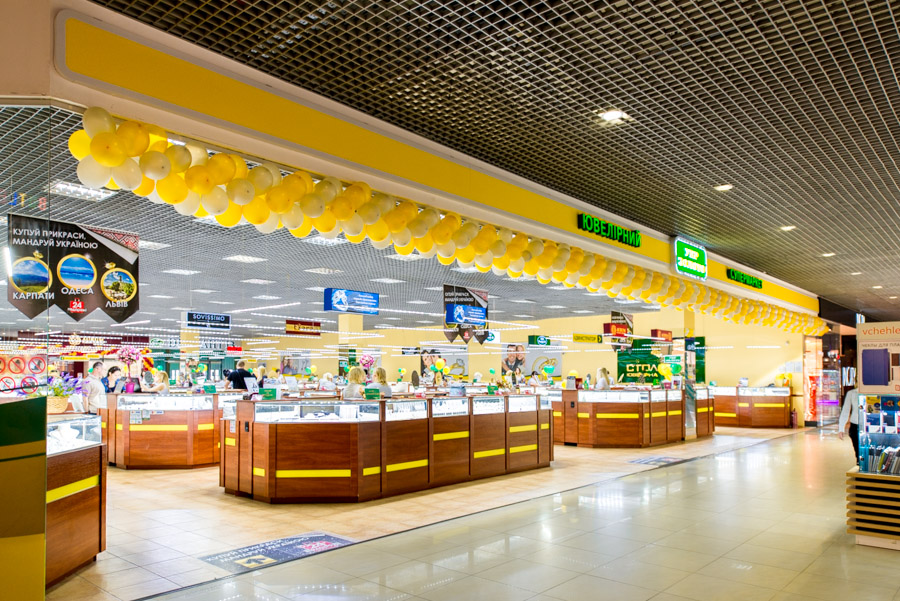
Вхід в ювелірний супермаркет «Укрзолото», ТЦ «City Center», Одеса

Успіх ювелірних супермаркетів «Укрзолото» в Києві дозволив розширити мережу й в інших регіонах України. Відкриття ювелірних супермаркетів відбулися у Донецьку, Дніпрі, Харкові, Кривому Розі та Одесі.

## Успіх 2010—2013 років
Активне зростання прибутку і продажів в період з 2010 до 2013 року дозволив зробити ще один прорив. Була розроблена і впроваджена концепція ювелірного гіпермаркету, який відкрився в Донецьку у 2013 році. На території площею 1000 м² розташувалися провідні українські та зарубіжні виробники ювелірних виробів, зона відпочинку для дітей, ресторан і повноцінний ювелірний цех. Це місце стало справжнім регіональним ювелірним центром.
Комерційний успіх «Укрзолото» дозволив розглянути новий вектор розвитку компанії — закордонного ринку. У грудні 2015 року відкрито перший магазин ювелірної мережі «Укрзолото» під брендом «Golden Place» у Польщі.

## Співпраця з Тіною Кароль
Спеціально для святкового образу співачки до Дня Незалежності у серпні 2019 року компанія «Укрзолото» створила каблучку у кольорах українського прапора з синім та жовтим коштовними каменями.
У листопаді 2019 року Тіна Кароль стала обличчям бренду з головним посилом кампанії: «Ти унікальна! Змінюйся щодня — обирай, якою будеш сьогодні».
Результатом творчої співпраці стала колекція золотих прикрас з квітковими мотивами «Тіна Кароль», срібне кольє з підвіскою-сокирою за мотивами трилогії кліпів «Знайти своїх» і підвіска-троянда «Trinity» з оригінальним digital-гравіюванням.

## Нові напрямки розвитку компанії

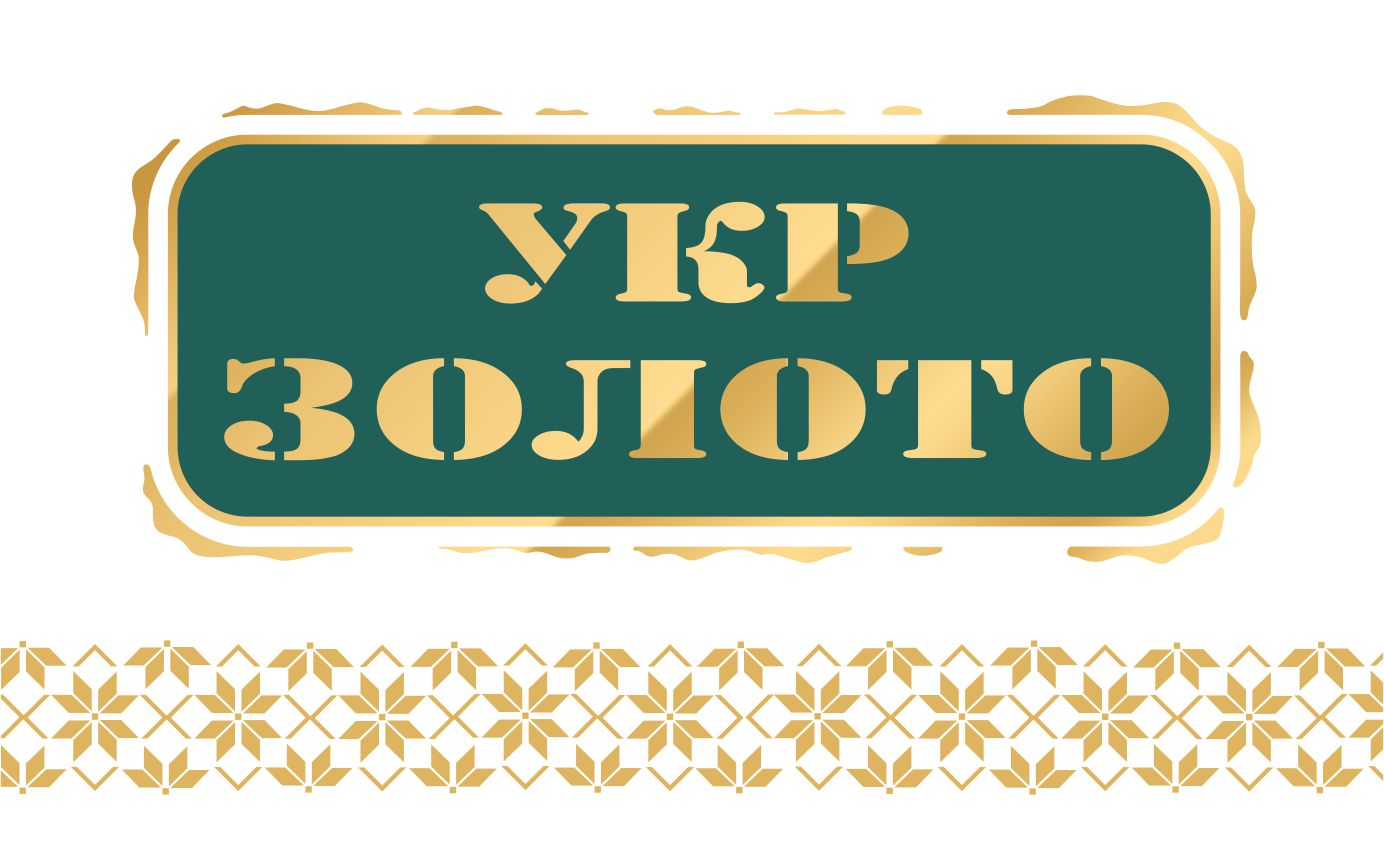
Оновлений логотип та фірмовий елемент «Укрзолото»

2019 рік «Укрзолото» — новий етап розвитку і масштабування як офлайн, так і в онлайн-форматі. Почалася експансія містами країни у всіх регіонах та робота над комфортними форматами для онлайн-шопінгу.
Грудень 2019 року — запуск мобільного додатку «Укрзолото» для платформ iOS і Android.
Вересень 2020 року — зроблено повний редизайн сайту, оновлено його функціонал.
Грудень 2020 року — відкрито 150-й магазин мережі в Одесі.
Загалом за 2020 рік випущено шість ювелірних колекцій власного виробництва та суттєво змінено інтер'єр магазинів на сучасніший формат.
2021 рік — запуск міжнародної доставки прикрас. Активно продовжується розвиток мережі фірмових магазинів по всій країні та робота над розширенням ювелірного асортименту.

## Нагороди
2006 і 2008 роки — Всеукраїнський конкурс «Бренд Року».
2010 рік — Міжнародний фестиваль-конкурс «Вибір року».
2019 рік — Краще підприємство року згідно з Національним рейтингом якості товарів і послуг «Зірка якості».
2021 рік — II місце у номінації E-commerce-ритейлер року в jewelry від RAU Awards.

## Довідка
- Мережа мультибрендових ювелірних супермаркетів «Укрзолото» нараховує понад 170 магазинів по Україні.
- З компанією «Укрзолото» співпрацюють близько 300 підприємців-партнерів.
- Компанія — спонсор телепроєктів «Танцюють всі», «Світські хроніки», «Весільні битви», «Співають всі».